# 幸福の王子 (テレビドラマ)
『幸福の王子』（こうふくのおうじ）は、2003年7月2日から9月10日まで毎週水曜22:00 - 22:54に、日本テレビ系「水曜ドラマ」枠で放送されたテレビドラマ。主演は本木雅弘。

## 概要
悲しい愛の物語からピュアに生きることの難しさを描いたドラマ。
鳴川周平（本木雅弘）と安元海（菅野美穂）が両思いになったのを、与田良介（渡部篤郎）が引き裂こうとする。

## キャスト
鳴川 周平
演 - 本木雅弘
人助けが好きで皆から親しまれ「王子」の愛称で呼ばれる謎めく男。14年前は両親の期待に沿い、一流大学医学部の学生だったが心の中には密かにピアニストへの夢があった。最愛の女性・海に告白し愛を育んでいたのだが、良介・則子の妨害などで、引き裂かれてしまう。
則子との結婚や両親との関係など、苦労を重ねた末、14年後の現在は白髪になっている。
安元 海
演 - 菅野美穂
周平の大学のクラシック部の後輩で、楽器はチェロ。しっかり者だが家が貧しく自分と周平では釣り合わないと考えていたが、彼から愛を告白され「世界で一番幸せな女」だと感じる。
しかし人生の歯車が狂い、周平の挙式当日に良介からレイプされるなど、数々の悲劇に見舞われた末命を落とす。
見城 則子
演 - 坂下千里子
良家の1人娘で、苦労知らずに育った。 現在は親のいない子供たちのための施設で働いている。昔から周平を好きだった。
海の存在がひどく邪魔に思える。海から周平を奪い、結婚するがその結婚は破綻した。
光石 繭
演 - 綾瀬はるか（幼児期：空閑琴美）
桃子の娘。心臓移植以外では治る見込みのない重い心臓病を患う。 人生に絶望し、自暴自棄になっているが、本心では母親に優しくしたいと思い素直になれない。 偶然知り合った周平の過去に興味を持ち始める。
安元 道男
演 - 渡辺哲
海の父。
安元 信江
演 - 大森暁美
海の母。
鳴川 真平
演 - 谷村拓哉
周平の息子。
羽村 剛
演 - 川野直輝
繭の友達。
寺川 奈保子
演 - 立川絵理
看護師。
則子の父
演 - 須永慶
則子の母
演 - 上原由恵
守
演 - 須賀健太
守の父
演 - 原田修一
中野
演 - 酒井敏也
週刊誌記者。
外国人パブ店員
演 - 河原雅彦
保険外交員
演 - 半海一晃（第1話）
町田 洋子
演 - 田中律子
周平の母。
鳴川 賢作
演 - 平泉成
周平の養父。
鳴川 静子
演 - 松原智恵子
周平の養母。
光石 桃子
演 - 井森美幸
繭の心臓移植のためなら、どんなこともする覚悟でいる母親。 現在はスナックで働く。
繭には父親のことを話していないが、周平の顔を見てなぜか動揺する。
与田 良介
演 - 渡部篤郎
周平の大学時代の親友で現在は医師。昔から海への思いをひた隠し、周平の前では常におちゃらけていた。 家庭も中流で、病院の跡取り息子・周平の恵まれた環境、優しさや純粋さに強いコンプレックスを感じていた。
周平と海の仲を引き裂いた張本人。

## スタッフ
- 原作 - オスカー・ワイルド『幸福の王子』
- 脚本 - 遊川和彦
- 演出 - 猪股隆一、池田健司、長沼誠
- プロデュース - 大平太、大田雅晴
- チーフプロデューサー - 梅原幹
- 音楽 - 山川恵津子
- 主題歌 - Mr.Children「Drawing」（トイズファクトリー）
- 医事監修 - 杉山貢
- 看護指導 - 石田喜代美
- 音楽監督 - 仲西匡
- 制作協力 - 5年D組
- 制作会社 - 日本テレビ

## 放送日程
| 各話                                                       | 放送日  | サブタイトル                                            | 演出     | 視聴率 |
| ---------------------------------------------------------- | ------- | ------------------------------------------------------- | -------- | ------ |
| 第1話                                                      | 7月02日 | 彼は神?悪魔?愛がすべてを奪った!? 世界一哀しい恋の物語!  | 猪股隆一 | 11.8%  |
| 第2話                                                      | 7月09日 | 最愛の女性を一人ぼっちで死なせた理由                    | 猪股隆一 | 11.0%  |
| 第3話                                                      | 7月16日 | さよなら愛する人…死が二人を分かつ時                     | 池田健司 | 11.7%  |
| 第4話                                                      | 7月23日 | 命の灯が消える時…炎の中のプロポーズ                     | 池田健司 | 12.2%  |
| 第5話                                                      | 7月30日 | 真実に生きるのか…? 愛のために死ぬか?                    | 長沼誠   | 12.0%  |
| 第6話                                                      | 8月06日 | 永遠の誓いと別れ…それはその朝突然に                     | 猪股隆一 | 12.3%  |
| 第7話                                                      | 8月13日 | 愛と哀しみの旅立ち…あの子が待つ天国へ                   | 猪股隆一 | 9.0%   |
| 第8話                                                      | 8月20日 | 永遠の眠りが終わり訪れる究極の裏切り                    | 池田健司 | 11.2%  |
| 第9話                                                      | 8月27日 | 記憶が消える!? 病魔が切り裂く二人の愛                   | 長沼誠   | 14.0%  |
| 第10話                                                     | 9月03日 | 死神に愛された二人の運命に挑む最後の夜                  | 猪股隆一 | 11.5%  |
| 最終話                                                     | 9月10日 | 私を眠らせて…真実の愛が迎える残酷な再会! 全ての謎の答!! | 猪股隆一 | 11.2%  |
| 平均視聴率 11.6%（視聴率は関東地区・ビデオリサーチ社調べ） |         |                                                         |          |        |

- 初回・最終回は22:00 - 23:09の15分拡大放送。
- 第4話はプロ野球 巨人×広島戦中継延長に伴い、22:30 - 23:24に放送。
- 第5話はプロ野球 巨人×中日戦中継延長に伴い、22:50 - 23:44に放送。
- 第6話はプロ野球 巨人×横浜戦中継延長に伴い、22:45 - 23:39に放送。
- 最終回は「サッカー・キリンチャレンジカップ2003 日本対セネガル」の中継放送に伴い、22:30 - 23:39に放送。